# Varistance
Une varistance est une résistance électrique très fortement non linéaire, utilisée aujourd'hui principalement pour faire des parafoudres.

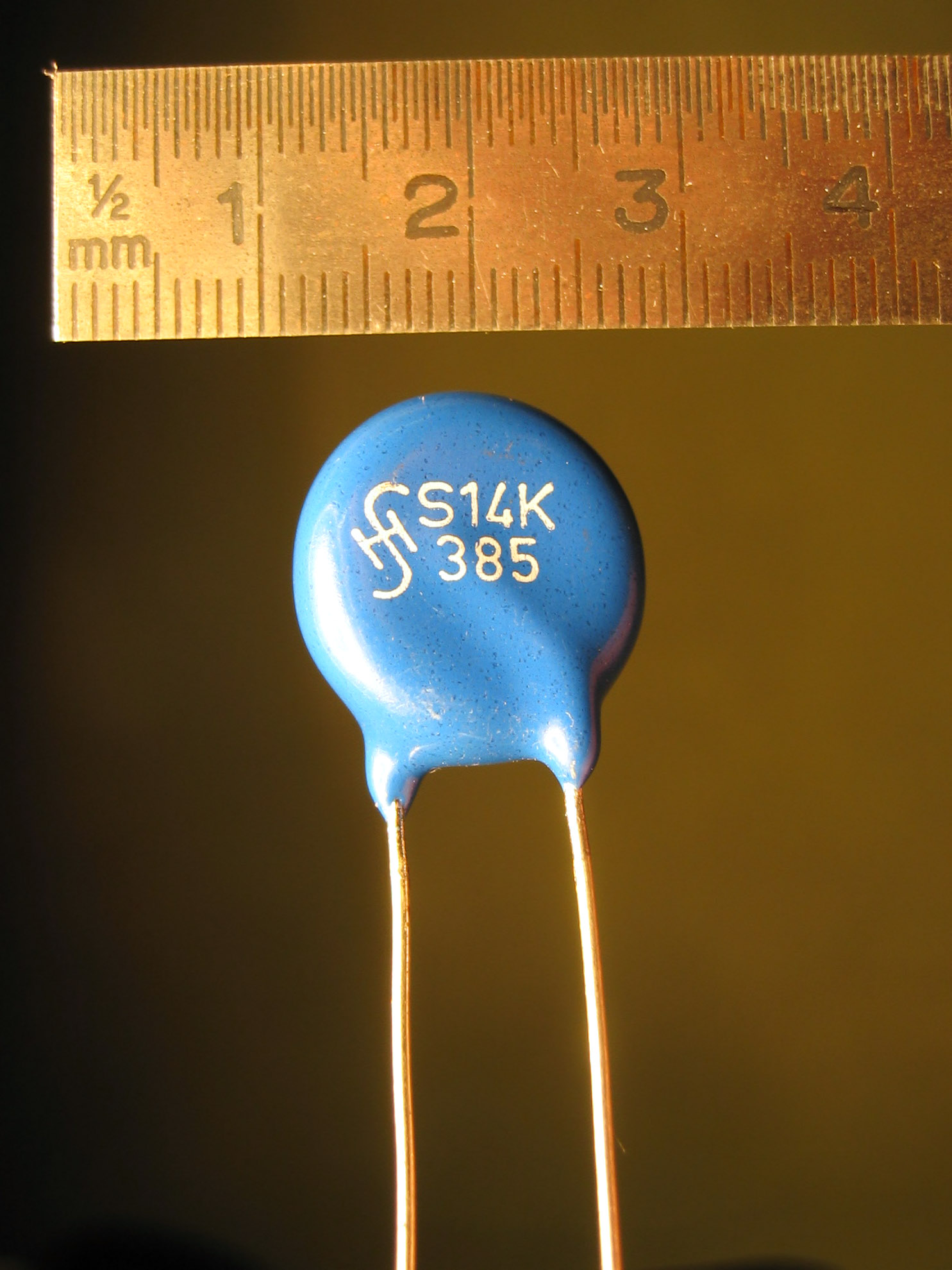
Une varistance à oxyde métallique de 385V

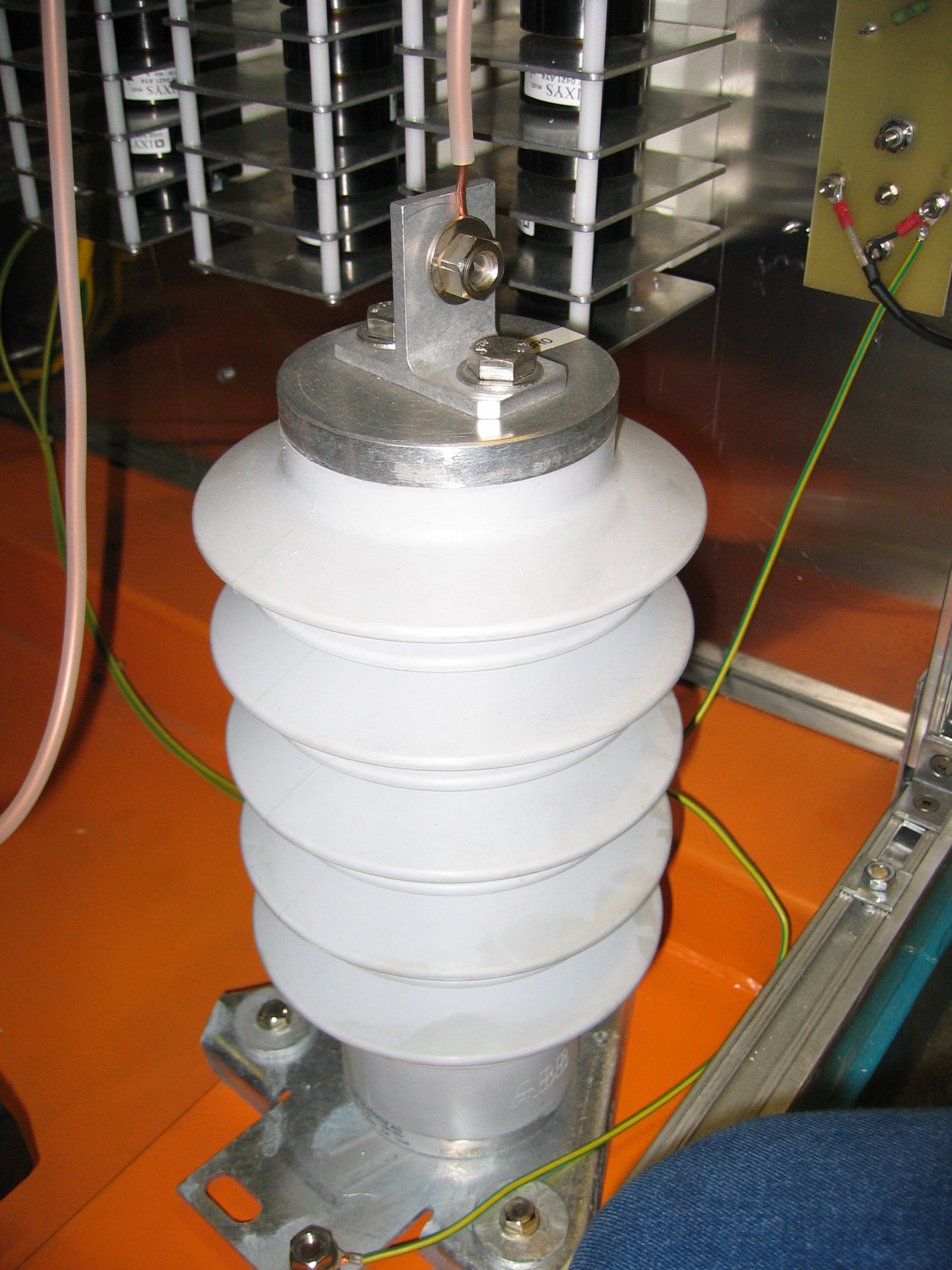
Un parafoudre haute tension

## Description

Symbole de la varistance

Les varistances sont composées d'oxydes métalliques (oxydes de zinc ZnO pour les dernières générations, le carbure de silicium (SiC) ayant été utilisé antérieurement). Les poudres d'oxyde métallique sont assemblées par frittage sous la forme de bloc de céramique, le plus souvent sous forme de cylindre ou de disque.
En HTA et HTB, on assemble ces blocs dans une enveloppe isolante (céramique ou polymère) pour former un parafoudre (voir photo). Malgré un coût plus élevé, ces composants ont remplacé les éclateurs à air (dits « à cornes »), ces derniers produisant un bruit radioélectrique incompatible avec la réglementation en vigueur, et présentant une fiabilité et un niveau de protection médiocre.
En basse ou très basse tension, on trouve les présentations suivantes :
- disques métallisés, munis de connexions (fils ou, pour les courants les plus élevés, languettes ou bornes) puis isolés par une couche d'époxy fluidisés (même technologie que pour les condensateurs discoïdaux) ou, plus rarement, surmoulés : cette forme était de loin la plus fréquente il y a quelques années ;
- parallélépipèdes surmoulés, aboutissant à des composants à montage en surface (CMS) ;
- réseaux de varistances faible énergie (application : protection des broches d'un connecteur contre les décharges électrostatiques d'origine humaine).

## Principe

Caractéristique courant-tension d'une varistance

Ces blocs de varistance ont une caractéristique tension/courant extrêmement non linéaire. Au delà d'un certain seuil de tension, l'impédance de la varistance chute pour permettre l'évacuation du courant créant la surtension ; quand la tension revient à son niveau normal, l'impédance de la varistance reprend sa valeur à l'état de veille (donc pas de courant). Pour les fortes amplitudes de courant dévié, la tension aux bornes de la varistance augmente.
La durée de vie de ces composants est limitée : en fonction des sollicitations, les propriétés des blocs de céramique se dégradent, le courant de fuite à l'état de veille augmente, et la tenue thermique des blocs diminue. Les parafoudres HTB à varistance comportent un système de soupape pour éviter les dégâts liés au dépassement de la capacité thermique. Il est cependant recommandé de vérifier périodiquement l'état des parafoudres de ce type par une mesure du courant de fuite au repos, qui est un assez bon indicateur de l'état du parafoudre. Le temps d'amorçage de ce type de parafoudre est bien meilleur que celui des éclateurs (de l'ordre de 30 ns).
Ce type de composant est utilisé pour protéger le réseau de distribution et également les équipements terminaux sous forme d'appareillage électrique modulaire, mais pas pour les équipements de télécommunication en haut débit, car la capacité parasite induit un affaiblissement du signal dans les hautes fréquences.

## Note sur la signification du terme «varistance»
Étymologiquement, varistance signifie simplement « résistance variable », c'est-à-dire une résistance (R) dont le quotient tension/intensité (U/I) n'est pas constant, ce qui désigne en pratique à peu près tous les dipôles électriques. En se limitant à ceux dont la caractéristique U/I est monotone (ce qui exclut les dispositifs comme les éclateurs ou les diacs), on peut citer :
- les résistances variant avec la température ambiante :
  - de façon non désirée : toutes les résistances réelles,
  - de façon désirée : les thermistances (divisées en CTP et CTN) utilisées comme capteurs de température ;
- les résistances variant avec la température par auto-échauffement :
  - les fusibles réarmables (CTP),
  - les limiteurs de courant de démarrage (CTN),
- les résistances variant avec la tension :
  - les Zener et les Transil,
  - les parasurtenseurs.

Néanmoins l'usage veut que le terme varistance désigne seulement ces derniers.